# Соколов, Андрей Олегович
Андре́й Оле́гович Соколо́в (род. 21 января 1995) — казахстанский легкоатлет, специалист по бегу на короткие дистанции. Выступает за сборную Казахстана по лёгкой атлетике с 2013 года, чемпион Азии в помещении, многократный победитель и призёр первенств национального значения, действующий рекордсмен страны в эстафете 4 × 400 метров на открытом стадионе и в помещении. Представляет Усть-Каменогорск. Мастер спорта Республики Казахстан.

## Биография
Андрей Соколов родился 21 января 1995 года. Занимался лёгкой атлетикой в Усть-Каменогорске, проходил подготовку под руководством тренера Александра Викторовича Дениско.
Впервые заявил о себе на международном уровне в сезоне 2014 года, когда вошёл в состав казахстанской сборной и выступил на юниорском азиатском первенстве в Тайбэе, где бежал 400 метров и эстафету 4 × 400 метров.
Будучи студентом, в 2015 году представлял Казахстан на Всемирной Универсиаде в Кванджу — так же стартовал в беге на 400 метров и эстафете 4 × 400 метров.
В 2017 году на чемпионате Азии в Бхубанешваре остановился на предварительном квалификационном этапе дисциплины 400 метров и занял восьмое место в эстафете 4 × 400 метров. В тех же дисциплинах участвовал в Универсиаде в Тайбэе.
В 2018 году в эстафете 4 × 400 метров завоевал серебряную награду на чемпионате Азии в помещении в Тегеране, уступив только команде Катара. В беге на 400 метров дошёл до стадии полуфиналов на Азиатских играх в Джакарте.
На чемпионате Азии 2019 года в Дохе выступил на дистанции 400 метров, показал четвёртый результат в смешанной эстафете 4 × 400 метров. Отметился выступлением в смешанной эстафете на чемпионате мира по эстафетам Иокогаме. Принимал участие в Универсиаде в Неаполе — в индивидуальном беге на 400 метров остановился в полуфинале, тогда как в программе эстафеты 4 × 400 метров вместе с соотечественниками Вячеславом Земсом, Давидом Ефремовым и Михаилом Литвиным занял в финале восьмое место и установил ныне действующий рекорд Казахстана — 3:07.66.
В 2021 году в дисциплине 400 метров превзошёл всех соперников на чемпионате Казахстана в Алма-Ате.
В 2022 году выиграл эстафету 4 × 400 метров на зимнем чемпионате Казахстана в Усть-Каменогорске и на летнем чемпионате Казахстана в Алма-Ате. На Играх исламской солидарности в Конье выступил в беге на 400 метров, стал пятым в эстафете 4 × 400 метров.
В 2023 году на домашнем чемпионате Азии в помещении в Астане совместно с Эльнуром Мухитдиновым, Вячеславом Земсом и Михаилом Литвиным одержал победу в программе эстафеты 4 × 400 метров, при этом ими был улучшен рекорд страны — 3:09.15.